# Mlžojedi
Mlžojedi (Xenoturbellida) je primitivní kmen dvoustranně souměrných živočichů (Bilateria). Jsou to mořské organismy slimákovitého tvaru s tělem 2–3 cm dlouhým. Na jejich povrchu jsou dvě postranní a jedna prsténčitá obrvená rýha. Trávicí soustava je váčkovitá, ústa jsou na břišní straně, řitní otvor není vytvořen. Svalovinu tvoří podkožní svalový vak. Pohlavní buňky, vznikající z parenchymu, volně padají do trávicí dutiny a odcházejí ústy ven. Pokožka má zvláštní stavbu s vakuolizovanou střední zónou a nervovou tkání na bázi, má mnoho bičíkatých buněk. Na přídi je uvnitř pokožky statocysta, na kterou je napojena nervová tkáň, nevytvářející ale ganglia či provazce (je jednoduše síťovitá).
Mlžojedi lezou po měkkém mořském dně. Nejčastěji se nacházejí ve fjordech u švédského pobřeží v hloubkách 60–100 metrů. Další nálezy pocházejí ze Skotska a ze severní části Jadranu.

## Vývoj poznání
Xenoturbella bocki byla popsaná E. Westbladem v roce 1949 a byla zařazena do skupiny bezstřevky (Acoelomorpha), které se přiřazovaly k ploštěncům (Plathelmithes). (Vědecký název je odvozen od slov „divná (cizí) ploštěnka“.)
Na konci 90. let 20. století byla zkoumána týmem biologů (M. Norén, U. Jondelius a O. Israelsson) její ribozomální RNA a v listopadu 1997 bylo oznámeno, že jde o perožábrého mlže blízce příbuzného s oříškovkou (Nucula) – larvy se údajně vyvíjejí v těle rodiče a jsou velmi podobné larvám oříškovky.
V roce 1999 byl objeven nový druh Xenoturbella westbladi, který podporoval domněnku o příbuznosti xenoturbel k mlžům.
Mnozí učenci výsledky zpochybňovali s odůvodněním, že se larvální stadia mlžů mohla do těla xenoturbely dostat jako její kořist a že nejde o vlastní xenoturbelí larvy. Na to zastánci příbuznosti xenoturbel s mlži odpovídali, že v Severním moři nežije žádný mlž, jehož larvy by vypadaly jako larvy nalezené v xenoturbelách.
Na podzim 2003 se ukázalo, že DNA izolovaná z nově nasbíraných xenoturbel byla dvojího druhu. Jeden typ zastupoval DNA jednoznačně měkkýšího původu, bez problémů zařaditelnou přímo do čeledi oříškovek (Nuculidae). Tým vedený zoology T. Littlewoodem a C. Nielsenem se však zaměřil na ten druhý typ DNA, který se na první pohled nepodobal DNA žádného známého zvířete, a zjistili, že xenoturbella je primitivní zástupce druhoústých a že se skutečně živí mlži. Jako jediný zástupce starobylého, patrně prekambrijského živočišného kmene nám ukazuje, jak asi vypadali předkové bilaterií (Bilateria) Poslední fylogenetická analýza je přiřadila zpět k praploštěncům (Xenoturbellida + Acoelomorpha ⇒ Xenacoelomorpha).

## Systém
Čeleď: Xenoturbellidae
- Rod: Xenoturbella – známy pouze dva druhy:
  - Xenoturbella bocki Westblad, 1949
  - Xenoturbella westbladi Israelsson, 1999